# Paul Hawkins
Robert Paul Hawkins, född 12 oktober 1937 i Melbourne, död 26 maj 1969 på Oulton Park i England, var en australisk racerförare.

## Racingkarriär
Hawkins var en av de australiska racerförare som kom till Europa för att tävla under 1960-talet. Han var en spektakulär och engagerad förare samt en stor skämtare, särskilt känd för sina hajskämt vid olämpliga tidpunkter. Han och hans vän Frank Gardner började köra i det brittiska F3-mästerskapet.
Hawkins fick tillfälle att prova på formel 1 då han fick köra en Brabham F2 för John Willment med Gardner som stallkollega i Sydafrika 1965. I det följande loppet fem månader senare i Monaco 1965 körde han för DW Racing Enterprises i en Lotus-Climax. Han förlorade här kontrollen över bilen i en chikan nere vid hamnen och for över muren och ner i vattnet och fick sedan simma i säkerhet. Han upprepade därmed vad Alberto Ascari gjorde i Monaco 1955. Han körde sedan i Tyskland 1965, där han tvingades bryta. 
Hawkins började sedan med framgång tävla i sportvagnsracing för Ferraris och sedan Porsches fabriksteam. Han vann Targa Florio tillsammans med tysken Rolf Stommelen i en Porsche 910 1967. 
Hawkins överlevde en olycka under ett race på Mont-Tremblant men omkom när han kraschade sin Lola T70 mot ett träd vid Island Bend på Oulton Park under RAC Tourist Trophy i maj 1969.

## F1-karriär
| Säsong | Stall/Tillverkare                                                                | Poäng | Placering |
| ------ | -------------------------------------------------------------------------------- | ----- | --------- |
| 1965   | John Willment Automobiles (Brabham-Ford F2) DW Racing Enterprises (Lotus-Climax) | 0     | –         |